# Wham!
Wham! foi uma dupla pop britânica composta por George Michael e Andrew Ridgeley, formada em Londres em 1981. Eles se tornaram um dos artistas pop com maior sucesso comercial da década de 1980, vendendo mais de 30 milhões de discos em todo o mundo de 1982 a 1986. Influenciado pelo funk e soul music e apresentando-se como uma juventude descontente, o álbum de estréia de Wham, em 1983, Fantastic, abordou o problema do desemprego no Reino Unido e a angústia adolescente em relação à idade adulta.
Seu segundo álbum de estúdio, Make It Big, em 1984, foi um grande sucesso pop mundial, ficando em primeiro lugar no Reino Unido e nos Estados Unidos. Associados à Segunda Invasão Britânica dos EUA, dirigida pela MTV, os singles do álbum – "Wake Me Up Before You Go-Go", "Everything She Wants" e "Careless Whisper" – chegaram ao topo da Billboard Hot 100. Em 1985, Wham fez uma visita de dez dias altamente divulgada à China, a primeira de um grupo pop ocidental. O evento foi visto como um grande momento decisivo no aumento das relações bilaterais amistosas entre a China e o Ocidente.

## História
Michael e Ridgeley se conheceram na Bushey Meads School em Bushey perto da cidade de Watford em Hertfordshire. Os dois se apresentaram pela primeira vez em uma banda de ska que durou pouco, chamada The Executive, ao lado de três de seus ex-amigos da escola, David (Austin) Mortimer, Harry Tadayon e Andrew Leaver. Quando o grupo se separou, Michael e Ridgeley então formaram Wham!, assinando com a Innervision Records.
Michael assumiu a maioria das responsabilidades dentro da banda: compositor, produtor, cantor e instrumentista ocasional. Ainda adolescentes, eles se promoveram como jovens hedonistas, orgulhosos de viver uma vida despreocupada sem trabalho ou compromisso. Isso se refletiu nos primeiros singles que, parte paródia, parte crítica social, deram ao Wham! uma reputação de uma "banda de protesto dançante".
A gravação de estreia lançada pela banda foi "Wham Rap! (Enjoy What You Do)" em junho de 1982. Era um duplo A-side, incluindo um "Social Mix" e um "Anti-Social Mix". O disco não foi tocado pela BBC Radio 1 no Reino Unido, em parte devido à letra da Anti-Social Mix. Foram gravados vídeos separados para cada uma das letras.
"Wham Rap!" Não entrou nas paradas, mas em outubro de 1982 "Young Guns (Go for It!)" foi lançada. Inicialmente, também ficou fora do UK Top 40, mas a banda teve sorte quando o programa da BBC Top of the Pops agendou-os depois que outro ato inesperadamente foi cortado do programa.
George Michael faleceu aos 53 anos, em 25 de dezembro de 2016 em Oxfordshire, Inglaterra.

## Discografia
Álbuns de estúdio
- Fantastic (1983)
- Make It Big (1984)
- The Final (coletânea, 1986 - Reino Unido apenas)
- Music from the Edge of Heaven (1986 - América do Norte e Japão apenas)

Coletâneas
- The Best of Wham!: If You Were There... (1997 - coletânea)